# Elizabeth Kostova

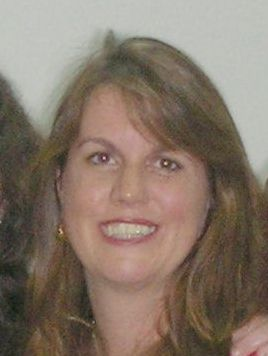
Elizabeth Kostova

Elizabeth Kostova, z domu Johnson (ur. 26 grudnia 1964 w New London) – amerykańska pisarka.
Jej ojciec był inżynierem urbanistyki, matka bibliotekarką. Zadebiutowała w czerwcu 2005 powieścią Historyk, opierającą się na folklorze, powieści Drakula (którą zainspirował ją ojciec) i faktach historycznych.
Uzyskała licencjat z literatury i kultury brytyjskiej na Uniwersytecie Yale, a tytuł magistra (MFA) z pisarstwa kreatywnego na Uniwersytecie Michigan, gdzie także przyznano jej nagrodę (Hopwood Award) za Historyka w kategorii Novel in Progress (powieść w trakcie pisania).
Wyszła za mąż za Bułgara, którego poznała podczas podróży związanej ze studiami, gdy nagrywała ludową muzykę Bułgarii. Była też mocno zainteresowana folklorem Europy Wschodniej. Pomysł napisania powieści, której akcja toczy się w Bułgarii, pochodzi z tego czasu. Ma również siostrę pisarkę.
Pisarka pracowała dziesięć lat nad powieścią, starając się oddać jak najlepiej klimat miejsc, które w większości odwiedziła, a także sprawdzając fakty historyczne, a nawet gotując potrawy opisane w książce. Mąż i jego rodzina byli jej konsultantami w trakcie pracy nad powieścią.
Kostova, wraz z mężem i trójką dzieci, mieszka w Stanach Zjednoczonych, ale często odwiedza Bułgarię, określając ten kraj mianem przybranej ojczyzny.
W 2010 ukazała się jej nowa powieść: Łabędź i złodzieje.
W 2017r wydała kolejną powieść „The Shadow Land”.